# Craspedolepta vancouverensis
Craspedolepta vancouverensis är en insektsart som först beskrevs av Klyver 1931.  Craspedolepta vancouverensis ingår i släktet Craspedolepta och familjen rundbladloppor. Inga underarter finns listade i Catalogue of Life.